# Botiga Bernadet
La Botiga Bernadet és una obra de Castellar del Vallès (Vallès Occidental) inclosa a l'Inventari del Patrimoni Arquitectònic de Catalunya.

## Descripció
La botiga Bernadet compleix en el mateix edifici les funcions de botiga i habitacle. El pis superior i la rebotiga corresponen a l'habitatge. Destaca de la façana de la botiga el treball de fusteria: portes, finestres, aparadors i rètols. Els marcs dels mateixos presenten un joc de línies ondulants que juguen amb el complement decoratiu dels motius florals, tallats en la fusta o bé per incisió. A l'interior de la botiga es conserven els mostradors i les prestatgeries de l'època.